# Qortimet e vjeshtës
Qortimet e vjeshtës é um filme albanês do gênero dramático, lançado em 1982. O filme foi dirigido por Kristaq Dhamo e escrito por Peçi Dado.  

## Elenco
- Kastriot Çaushi
- Sulejman Dibra
- Tinka Kurti
- Ndrek Luca
- Prela Ndrek